# Sociedad de Socorro
La Sociedad de Socorro es una organización filantrópica y educativa de mujeres y una organización auxiliar oficial de La Iglesia de Jesucristo de los Santos de los Últimos Días. Fundada en 1842 en Nauvoo, Illinois (Estados Unidos), tiene más de 8 millones de miembros en más de 170 países y territorios, y es una de las más grandes y antiguas organizaciones de mujeres en el mundo.

## Propósito
El lema de la Sociedad de Socorro, tomado de 1 Corintios 13:8, es «La caridad nunca deja de ser». El propósito de la Sociedad de socorro es de "La Sociedad de Socorro prepara a las mujeres para las bendiciones de la vida eterna al ayudarlas a aumentar su fe y su rectitud personal, a fortalecer a las familias y los hogares, y ayudar a los necesitados. La Sociedad de Socorro logra estos propósitos por medio de la instrucción dominical del Evangelio, de otras reuniones de la Sociedad de Socorro, del programa de maestras visitantes, y del servicio caritativo y de Bienestar."

## Historia
En la primavera de 1842, Sarah Granger Kimball y su costurera Margaret A. Cook, discutían combinando sus esfuerzos para coser la ropa destinada a los trabajadores que construían el templo de Nauvoo. Determinaron invitar a sus vecinas para ayudar a crear la Ladies' Society. Kimball pidió a Eliza R. Snow que escribiera la constitución y los estatutos, que fueron entregados al Presidente de la Iglesia (Joseph Smith) para que los revisara. Después de haberlo hecho, Smith las llamó "lo mejor que jamás había visto" pero dijo "esto no es lo que queréis. Decid a las hermanas que su ofrenda es aceptada por el Señor, y que tiene algo mejor para ellas que una constitución escrita... organizaré a las mujeres según un modelo de sacerdocio".